# Bois-Robert-et-Labrosse
Pour les articles homonymes, voir Bois (homonymie), Bois (communes) et Labrosse (homonymie).
Ancienne commune des Yvelines, la commune de Bois-Robert-et-Labrosse a existé de la fin du XVIIIe siècle à 1868. Elle a été créée entre 1790 et 1794 par la fusion des communes de Bois-Robert et de La Brosse. En 1868 elle a fusionné avec la commune du Breuil pour former la nouvelle commune de Breuil-Bois-Robert.

## Toponymie
Brosse est un nom issu du bas latin broca ou brosa, « broussaille, buisson », du latin populaire bruscia, « épineux », qui a pu servir à dénommer, à l'époque romaine, les friches de broussaille et d'épineux (petit bois, broussailles). Par la suite le mot a été appliqué, de façon plus générale, aux terres incultes.